# Abdelhafid Boussouf

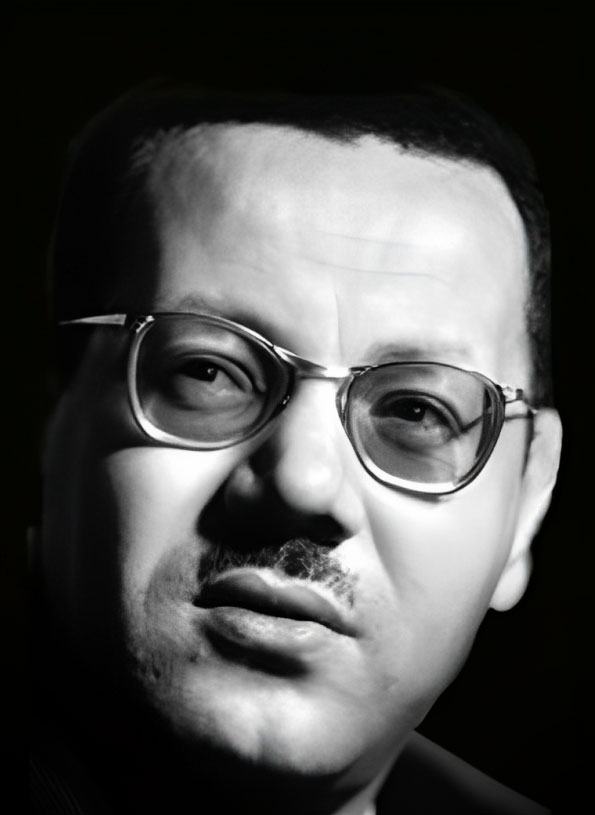
Abdelhafid Boussouf

Abdelhafid Boussouf (arabisch عبد الحفيظ بوصوف; * 1926 in Mila; † 31. Dezember 1980 in Paris) war ein algerischer Nationalist und Politiker. Während des Algerischen Unabhängigkeitskriegs war er von 1954 bis 1958 Chef des algerischen Nachrichtendienstes und von 1958 bis 1962 Minister für Telekommunikation.

## Leben
Abdelhafid Boussouf absolvierte seine Schulzeit in seiner Heimatstadt Mila und zog danach nach Constantine, wo er sich der Parti du peuple algérien (PPA) anschloss. Ab 1947 gehörte er zu den führenden Mitgliedern der Organisation Spéciale. Nachdem die Organisation 1950 zerschlagen wurde, tauchte Boussouf in Oran unter. Dort engagierte er sich im Mouvement pour le triomphe des libertés démocratiques (MTLD) und im Comité révolutionnaire d’unité et d’action (CRUA). Nach dem Kongress von Soummam 1956 wurde er Mitglied des Algerischen Revolutionsrates. 1957 wurde er Stellvertreter des Revolutionsführers Larbi Ben M'hidi und verantwortlich für die Provinz Tlemcen.
Boussoufs Hauptarbeit während des Krieges umfasste den Aufbau einer Geheimpolizei der FLN nach sowjetischem Vorbild. Die Aufgabe dieses Geheimdienstes war sowohl die Disziplinierung der eigenen Kader wie auch der algerischen Bevölkerung in Französisch-Algerien und in den Nachbarländern. Dazu nutzte Boussouf die Folter, das Verschwindenlassen von politischen Gegnern und standrechtliche Hinrichtungen. Boussouf achtete bei der Besetzung seiner Organisation strikt auf Loyalität und bediente sich dabei der in der algerischen Bevölkerung prävalenten Clanverbindungen. Boussouf bildete zusammen mit Krim Belkassem und Lakhdar Ben Tobbal ein eigenes Machtzentrum innerhalb der FLN, das als die drei Bs (französisch: trois B) bekannt und gefürchtet wurde. Sie drängten die zivile politische Führung an den Rand und schalteten Konkurrenten aus. Als der prominente FLN-Führer Abane Ramdane den drei Bs vorwarf, weniger den Kampf gegen die Franzosen zu führen als eine eigene Machtbasis aufbauen zu wollen, wurde Ramdane von Boussoufs Geheimdienstlern 1957 ermordet. Die drei Bs ließen verlauten, Ramdane sei im Kampf gegen die Franzosen gefallen. Der spätere Staatschef Algeriens Houari Boumedienne wurde von Boussouf protegiert und gehörte zu dessen Hausmacht innerhalb der FLN.
1958 wurde Boussouf in der vorläufigen Regierung zum Minister für Telekommunikation ernannt. Den Posten übte er bis zum August 1962 aus. Dann wurde Boussouf von Ahmed Ben Bella kaltgestellt.
Boussouf erlitt am 30. Dezember 1980 einen Herzinfarkt in Paris und starb in der folgenden Nacht im Alter von 54 Jahren. Sein Leichnam wurde auf dem el-Alia-Friedhof in Algier auf dem Platz der Märtyrer bestattet.